# 贾全明 (中共烈士)
贾全明（1919年—1942年），又名学义、靳泉、武华、丁平，山西万泉人，曾任中共汾南中心县委书记。

## 生平
1919年，贾全明出生于山西省河东道万泉县西贾村（今属山西省运城市万荣县解店镇西贾村）。他自幼聪敏，7岁入本村初级小学，13岁从县立第五高小毕业。
1931年，贾全明考入运城明日中学。九一八事变后，他因组织同学进行反会考斗争被学校开除。1935年夏，贾全明考入山西省立第二中学。“一二·九运动”爆发后，他又因同薛罗毅等人组织同学罢课游行被学校开除。1936年，贾全明考入西安中学就读高中，与薛罗毅筹备成立山西旅陕同学会，筹钱支援绥远抗战。1936年“一二·九”周年纪念日，贾全明参加西安学生请愿游行，要求“停止内战，一致抗日”。1936年12月12日西安事变后，贾全明加入中华民族解放先锋队，任小组长，曾到三原等地参加慰问红军。
1937年1月，贾全明考入中国人民抗日军事政治大学，6月加入中国共产党，8月到中共中央党校学习。1937年底，便被中共中央组织部派回山西工作。1938年1月，贾全明受中共中央北方局委派，到山西省临汾县刘村镇中共乡吉特委任组织干事、巡视员。1938年冬，中共猗氏中心县委改为汾南中心县委，贾全明担任汾南中心县委书记，负责汾河以南的万泉、荣河、猗氏、临晋、安邑、永济、稷山等地区的工作。同时，贾全明以开杂货铺为掩护进行中共地下工作，发行《新华日报》宣传抗日。贾全明在汾南地区进步教师中发展党员，使中共在当地的党组织力量得到极大发展。1939年底晋西事变爆发后，中共汾南党组织成员多转入地下活动，其中贾全明以南张户高小教员身份继续担任汾南中心县委书记。贾全明担任汾南中心县委书记期间，曾因工作出色受到中共中央北方局领导的密令嘉奖。
贾全明曾被两次受中共乡吉特委委派赴延安接通组织关系。从延安返回汾南后，便以游商身份掩护，挑着货担到处游走，建立起众多党员联络点。1942年夏，贾全明借一位中共地下党员家中举办婚事机会，召开中共汾南中心县委所属各县县委负责人会议，研究如何组织抗日武装力量。由于阎锡山政府对共产党员的持续打击，贾全明被迫不断转移。1942年7月26日，贾全明与邓志勇前往范村途径李家坡时被荣河县政府国民兵团逮捕。两人原本仅被勒索钱财，但随后被告发为共产党。敌人为得到中共汾南党组织名单，对其进行酷刑拷问，未果后于当晚将两人活埋。牺牲时，邓志勇年仅24岁。